# Les Cammazes
Les Cammazes é uma comuna francesa na região administrativa da Occitânia, no departamento de Tarn. Estende-se por uma área de 7.68 km², e possui 345 habitantes, segundo o censo de 2018, com uma densidade de 45 hab/km².